# Улица Сеску
Улица Се́ску (латыш. Sesku iela, от латыш. sesks — хорёк) — улица в Латгальском предместье города Риги, в историческом районе Дарзциемс. Начинается от перекрёстка с улицей Франча Трасуна как продолжение улицы Виеталвас, проходит в восточном направлении и заканчивается перекрёстком с улицей Илукстес.
Общая длина улицы составляет 1548 метров. На всём протяжении имеет асфальтовое покрытие. Движение двусторонее. По улице проходят маршруты городского автобуса № 20 и № 50.

## История
Улица Сеску впервые упомянута в 1925 году под своим нынешним названием. В первой половине 1930-х гг. упоминается как Лиела Сеску (при этом улицей Маза Сеску называлась нынешняя улица Дарзциема), однако к 1935 году первоначальное название было восстановлено и более не изменялось.
Преобладает малоэтажная частная застройка.

## Прилегающие улицы
Улица Сеску пересекается со следующими улицами:
- Улица Франча Трасуна
- Улица Виеталвас
- Улица Ницгалес
- Улица Сканю
- Улица Папардес
- Улица Гришлю
- Улица Стейгас
- Улица Гайсмас
- Улица Дарзциема
- Улица Еноту
- Улица Истрас
- Улица Акоту
- Улица Зебиекстес
- Улица Илукстес